# Sherwood Shores
Sherwood Shores – jednostka osadnicza w Stanach Zjednoczonych, w stanie Teksas, w hrabstwie Grayson.